# Oliver Otis Howard
Pour les articles homonymes, voir Howard.
Oliver Otis Howard (8 novembre 1830 – 26 octobre 1909) fut un officier de carrière dans l'United States Army, général de l'Armée de l'Union durant la guerre de Sécession et dirigea le Bureau des réfugiés durant la période dite de la reconstruction. L'Université Howard porte son nom en hommage à sa contribution à l'émancipation des Afro-Américains.

## Biographie

### Jeunesse et formation
Oliver Otis Howard  nait à Leeds dans le Maine, fils de Rowland Bailey et d'Eliza Otis Howard. Après des études au Bowdoin College, il entre à l'Académie militaire de West Point d'où il sort quatrième de sa promotion en 1854,.

### Carrière
Après diverses affectations, en août 1857, il est appelé par West Point pour qu'il y devienne professeur de mathématiques.
Quand éclate la guerre de Sécession, il est nommé colonel du 3e régiment du Maine.
En mai 1861, il est élevé au grade de brigadier général, puis après avoir perdu son bras droit lors de la bataille de Seven Pines, il est promu major général en 1863.
Fervent croyant il est surnommé le général chrétien (Christian General)
Du 26 janvier au 5 février 1863, il commande brièvement le IIe corps de l'armée du Potomac.
Après la guerre de Sécession et le vote du treizième amendement, il est chargé de la direction du Bureau des réfugiés,,, : il se propose de mener les anciens esclaves vers une société fondée sur l'éducation, la liberté du travail et l'égalité devant la loi et la création d'une élite afro-américaine. Il alertera le ministère de la guerre face aux exactions terroristes du Ku Klux Klan envers les Afro-Américains et agents du Bureau des réfugiés.
Durant l'année 1872, il est envoyé en Arizona pour négocier avec les Apaches Chiricahuas et obtient un accord de paix avec Cochise. Nommé par la suite à la tête du département du Columbia, il conduit la campagne contre les Nez-Percés durant l'été 1877.

### Fin de vie
Il meurt le 26 octobre 1909 à Burlington dans le Vermont et est inhumé au cimetière Lakeview de cette même ville.

## Archives
Les archives d'Oliver O. Howard sont déposées et consultables à la bibliothèque du Bowdoin College.

## Hommage
Il est le fondateur d'une université à Washington (district de Columbia) à destination des Afro-Américains qui ouvre ses portes en 1867 et dont il sera le premier président. L'université prend son nom pour devenir l'Université Howard,